# Natri nhôm hydride
Natri nhôm hydride (NaAlH4) hay natri alumanuide là một hợp chất hóa học dùng làm chất khử. Nó tương tự như lithi nhôm hydride. Nó dùng để bảo quản hydro trong các bình chứa hydro, natri tetrahydroaluminat có thể hấp thụ đến 7,4 kg hydro, thoát ra khi đun nóng lên đến 200 °C (392 °F; 473 K). Quá trình hấp thụ co thể chậm và mất đến 15 phút để đầy bình.
Natri nhôm hydride là một chất khử mạnh, tương tự khả năng phản ứng của lithi nhôm hydride, có thể phản ứng mãnh liệt với chất oxy hóa. Tác dụng của nó tương tự DIBAL (đisobutyl nhôm hydride) trong các phản ứng vô cơ. 
RCOOR' + H2 + NaAlH4 (chất khử) → RCOOH + R'OH
LAH là chất khử mạnh hơn natri bohydride vì liên kết Al–H yếu hơn liên kết B–H. Độ phản ứng của natri bohydride có thể bị biến đổi khi thêm vào iod hay metanol trong TH3-THF để khử este thành alcohol tương ứng giống như phản ứng của benzyl benzoat thành alcohol benzylic.

## Điều chế
NaH có thể dùng để sản xuất natri nhôm hydride (NaAlH4) hiệu quả bằng phản ứng trao đổi trong THF: 
LiAlH4 + NaH → NaAlH4 + LiH
Khi thêm titan, hydro thoát ra và sự nạp lại được cải thiện.

## An toàn
Natri nhôm hydride rất dễ cháy. Nó không phản ứng với không khí khô ở nhiệt độ phòng, rất nhạy cảm với độ ẩm; nguy hiểm hơn, nó bốc cháy hay phát nổ khi tiếp xúc với nước hay không khí ẩm.